# Серетель
Серете́ль (інші назви — Сіретел, Серетець) — річка в Україні, у межах Сторожинецького району Чернівецької області. Права притока Малого Серету (басейн Дунаю).

## Опис
Довжина річки 28 км, площа басейну 168 км². Долина у верхів'ї V-подібна, нижче прапецієподібна, на пригирловій ділянці зливається з долиною Малого Серету. Ширина долини зростає від 5—500 м до 1,5 км. Заплава двобічна, завширшки до 150 м. Річище переважно звивисте, розгалужене, завширшки 8—15 м (подекуди до 30 м), є острови. Похил річки 20 м/км. Береги річки на окремих ділянках укріплені.

## Розташування
Річка бере початок на північно-східних схилах гори Петроушки (1140 м), що в Покутсько-Буковинських Карпатах, на південний захід від смт Красноїльська. Тече спершу на північ, потім повертає на північний схід і схід. У середній течії пливе на північний схід, а в нижній — переважно на схід. Впадає до Малого Серету на південній околиці села Верхні Петрівці. 
Притоки: Єзерул, Трусинецуль (праві); Кекач, Чудей (ліві). 
Річка протікає через смт Красноїльськ.

## Цікаві факти
- У верхів'ях річки розташований Лунківський заказник.
- Назву Серетель (Сіретел) виводять від гідроніма Серет зі східнороманським зменшувальним суфіксом -ель.